# مونتي دي بروسيدا
مونتي دي بروسيدا إحدى المدن الإيطالية التي تقع في منطقة كامبانيا الايطالية وتقع على بعد 12 كم غرب مدينة نابولي . وتضم مونتي دي بروسيدا جزيرة سان مارتينو الصغيرة التي كانت مستعمرة من قبل الألمان خلال الحرب العالمبة الثانية، و يعتبر جزء من حديقة كامبي فليقيرا اقليم تابع لها .

## المدن الشبيهة ل مونتي دي بروسيدا
بعض المدن التوأم لمدينة مونتي
- مدينة إيثكا اليونانية  .
- مدينة موليزا الإيطالية منذعام 2001  .